# Пётр Власт приглашает в Польшу цистерцианцев
«Пётр Власт приглашает в Польшу цистерцианцев» (пол. Piotr Włast-Dunin sprowadza cystersów do Polski) — картина польского художника Яна Матейко на исторический сюжет, созданная в 1888 году. Хранится в Национальном музее во Вроцлаве.
На картине изображён тот момент, когда видный польский вельможа первой половины XII века Пётр Власт приглашает в Польшу представителей цистерцианского монашеского ордена.